# Nikola Sudová
Nikola Sudová (* 17. března 1982 Jablonec nad Nisou) je bývalá česká akrobatická lyžařka, věnující se jízdě v boulích. Jejím trenérem je bývalý reprezentant v lyžování Radek Herot. Akrobatickému lyžování se věnovala i její mladší sestra Šárka Sudová.

## Sportovní kariéra
Na mistrovství světa získala v jízdě v boulích stříbro (2005) a bronz (2009), vyhrála SP v Mont Tremblant 2005 a v Apexu 2006. Zúčastnila se Zimních olympijských her 2002 (19. místo), na ZOH 2006 v Turíně skončila šestá. Vrcholem její dosavadní kariéry měl být olympijský závod ve Vancouveru 2010, kde chtěla zaútočit na medaili. Ovšem měsíc před olympiádou (13. ledna 2010) si při tréninku na závod Světového poháru v americkém Deer Valley přetrhla zkřížený vaz v koleni. Přesto nakonec s ortézou vyrobenou na míru ve Vancouveru startovala a jako jediná z trojice českých reprezentantek postoupila do finále, kde obsadila 16. místo. Na následujících ZOH 2014 v Soči se umístila na devátém místě.
V květnu 2015 se rozhodla ukončit sportovní kariéru.
Podle Nikoly Sudové byl pokřtěn vrtulník letecké záchranné služby v Jihomoravském kraji. Byla mu přidělena mezinárodní imatrikulační značka OK-NIK, kde NIK je zkratka jejího křestního jména (viz Kryštof 04).